# المؤتمر الوطني للمرأة 1977

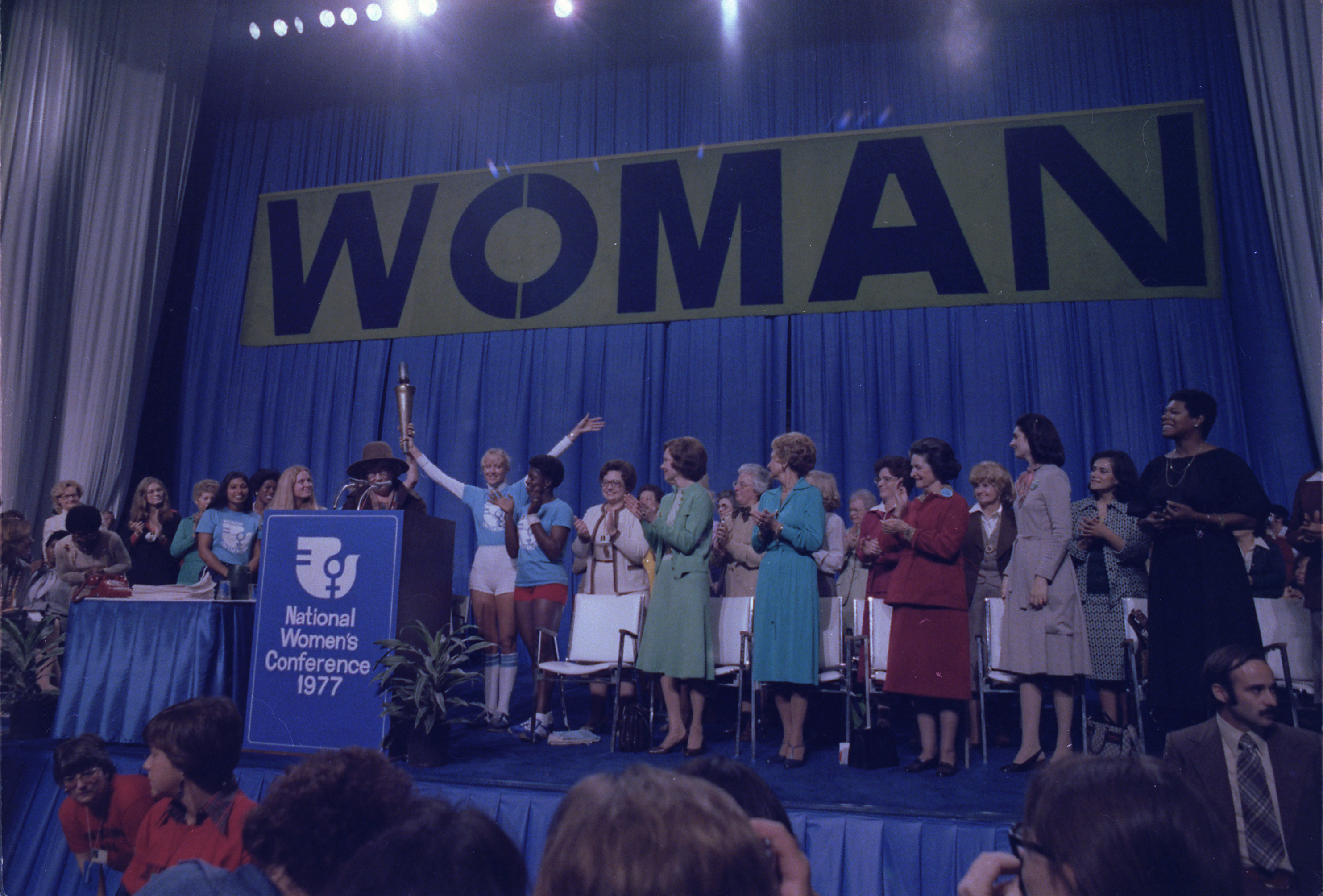

منذ اعلان هيئة الأمم المتحدة ان عام 1975 هو العام الدولي للمرأة، في 9 يناير 1975؛ اصدر الرئيس الأمريكي  جيرالد فورد أمر تنفيذى رقم 11832 بإنشاء لجنة وطنية للأحتفال بالعام الدولي للمرأة «لتعزيز المساواة بين الرجال والنساء». وقد وافق الكونغرس على المساهمة بمبلغ 5 ملايين دولار من اجمالي اموال دافعى الضرائب (23.3 مليون دولار في عام 2018) كل من المؤتمرات الدولية والوطنية اتش. ار 9924 برعاية عضو الكونغرس باتسي مينك، والتي أشار اليها الرئيس فورد في القانون. وفي عام 1977 قام الرئيس الأمريكي جيمي كارتر بعمل لجنة جديدة وعين عضو الكونغرس بيلا ابوزغ رئيسة للجنة. وأقيم العديد من الأحداث على مدار سنتيين متتاليتين، حتي بلغت هذه الاحداث ذروتها في المؤتمر الوطني للمرأة نوفمبر 1977. يوضح المؤرخ مارجورى ج. سبريل ان حركة مناهضة النسوية بقيادة فيليس شيلافيلي لاقت متابعة ونجاح. وانتقالوا إلى الحزب الجمهوري اليميني وتغلبوا على فكرة تعديل الحقوق والمساواة.  

## الفاعليات
خلال الفترة من 18 إلى 21 نوفمبر 1977، شارك ما بين 17000 إلى 22000 شخص في المؤتمر الوطني للمرأة في هيوستن ، تكساس. وحوالي 2000 مندوب و 15000 إلى 20000  مراقب. وكان الهدف هو وضع  «خطة عمل» وتقديمها إلى إدارة الرئيس كارتر والكونغرس للنظر فيها والمناقشة حول اعتمادها. وقد تم طرح كل من القرارات 26 المتعلقة بحقوق المرأة امام جميع الحضور للتصويت عليها جميعاً. وترأس المؤتمر عضو الكونغرس بيلا ابوزغ.
كان حفل الأفتتاح يضم العديد من المتحدثين: زوجات الرؤساء روزالين كارتر، ليدي بيرد جونسون، و بيتي فورد، ونشطاء  كوريتا سكوت كينغ، بيلا أبزوغ، بيتي فريدان، باربرا جوردن، و جان ستابلتون. وقامت مايا انجيلو بقرأت إعلان المرأة الأمريكية لعام 1977.
بعد ذلك تناول المؤتمر نقاشات هامة حول 26 موضوعاً اساسياً، مثل تعديل حقوق المساواة، الحقوق الإنجابية، العوائل الزوجية الصغيرة، تمويل رعاية الطفل، التثقيف الجنسي، إصلاح التعليم، حقوق ذوى الاعاقات، الأقليات، كبار السن من النساء. وشمل المؤتمر ايضاً حديث مطول حول نزع الأسلحة النووية، والحديث عن النساء الامعات الاتي شغلاً العديد من المناصب ذات المسؤليات الهامة في الحكومة مثل رئيسة لجة تكافؤ فرص العمل، مساعدة وزير التجارة الامريكية، رئيسة وكالة حماية البيئة.
على الجانب الآخر من هيوستن، وتحت قيادة فيليس شلافلى كان هناك العديد من المؤتمرات المضادة التي تندد بالقيم التقليدية للأسرة والتي ضمت ما يقرب من 15 ألف مرأة متحفظة. لقد اوضحت مؤتمرات هيوستن الخلاف في القضايا الرئيسية بين النساء، وكانت رسالة شلافلى تقول ان النساء لديهم ما يخسره وليس ما يكسبه، كانت لهذه الحركات النسائية صدى كبير في المجتمع السياسي المتحفظ بشكل متزايد. لم تكن هذه القضايا أكثر وضوحاً من قضايا حرية الأنجاب، وتعديل حقوق المساواة والتي كانت تشغل عقول الناس في عام 1970.
لقد حضر في المؤتمر الوطني للمرأة لعام 1977 العديد من الناس من مندوبين، طلاب، وربات البيوت الاتى حضراً لأول مرة يحضراً مؤتمر للنساء مع رؤساء الجمعيات الوطنية للمرأة. كانت رئيسة المؤتمر هي عضوة الكونغرس بيلا أبزوغ والتي تحدثت امام 20 ألف من التابعين لها.
الكثير من الناس الذين كانوا مهتمين بالحركة النسائية كانوا في المؤتمر الوطني للمرأة لعام 1977 لدعم حقوق المرأة. وحضرت المؤلفة الملهمة بيتي فريدان المؤتمر، وحضرت الحقوقية النسائية جلوريا شتاينم المؤتمر إلى جانب القائدة النسائية الجديدة إليانور سميل. والعديد من مشاهير الرياضة والتعليم مثل: عالم الأنثروبولوجي مارغريت ميد، المدافعة عن المرأة في مجال الرياضة بيلي جان كينغ، والشاعرة مايا أنجيلو، المفوضة جان ستابلتون، المفوضة كوريتا سكوت كينغ، عضوة الكونغرس بيلا ابوزغ، ومن الحزب الجمهوري جيل روكيلشاوس، ايلي بيترسون، مارغريت هيكلر، ماري لويز، ماري كريسب، بات شرودر، ليندي بوجز، مارثا غريفيث، وباربرا جوردان، و الديموقراطية اليزابيث هولتزمان.
في الماضي، وفي ذلك الوقت، كانت السيدات الأوليات الحاليات روزالين كارتر، وبيتي فورد، وليدي بيرد جونسون حاضرات في هذا المؤتمر.
تجمعت كل هؤلاء النساء في المؤتمر لإنشاء الوائح الستة والعشرين الموضحة أعلاه ومناقشة حقوق المرأة وكذلك كيفية عدم التمييز ضد المرأة.

## النتائج
نشاط هيوستن، هو التقرير الرسمي عن المؤتمر الوطني الأول للمرأة، قدم للرئيس الأمريكي كارتر والكونغرس في مارس عام 1978. وبعد شهر أنشأ كارتر اللجنة الاستشارية الوطنية للمرأة، ووافق مجلس الشيوخ على مده لمد ثلاث سنوات لمنح التصديقات في غضون عام اجتماع هيوستن، واعتبرت هذه الخطوة بمثابة خطوة رئيسية غير مسبوقة بالرغم من بعد الاخفاقات في التعديلات النهائية عام 1982. وفي هذه المرحلة وافق على التعديلات 35 ولاية من اصل 38 وتحت ضغط سياسى قام الرئيس كارتر بطرد بيلا أبزوغ ولم يتخذ أي اجرأ من قبل الأدارة أو الكونغرس بشأن الخطة.

### خطة العمل الوطنية
تضمن التقرير الرسمي للمؤتمر خطة عمل وطنية وهي سلسلة من المطالب التي تندد بالتغيير وتحسين الظروف المعيشية للمرأة في المجتمع الأمريكي. تضمنت  هذه الخطة 26 لائحة تمثلت في أهم القضايا التي تشغل المرأة الأمريكية، كما نقشت في العديد من المؤتمرات التي سبقت مؤتمر عام 1977 على مستوى الولايات وايضاً في مؤتمر هيوستن. تم تبنى 17 منهم من قبل العديد من المندوبين بينما %20 من المندوبين عارضوا لوائح معينة، مما يمثل إجماع بين الحاضرين والمندوبين على «ما تحتاج إليه النساء الأمريكيات من حقوق ومسؤوليات متساوية مع الرجال»
الوائح ال26 الواردة في الخطة الوطنية:

### بيان المرأة الأمريكية
اعلنت هذه الائحة أن جميع النساء من خلفيات وثقافات ومعتقدات مختلفة يستحقن نفس الحقوق والامتيازات التي يتمتع بها الرجال، كانت المساواة موضوعًا مهمًا خلال هذا المؤتمر وأبرزت هذه الائحة أهمية أن تتمكن النساء أخيرًا من تحقيق نفس الامتيازات التي يتمتع بها الرجال. في ذلك الوقت، لم يكن للمرأة الحق في التصويت سياسياً، أو امتلاك العقارات السكنية، أو الحصول على مزيد من السلطة سياسياً، أو الحصول على أجر مماثل للرجل في مكان العمل. ركز المؤتمر على التأكيد على اسباب حصول المرأة على حقوقها في المجتمع ومدى اقترابها من تحقيق ذلك.

### الآداب والعلوم الإنسانية
الفرص المتاحة لمديري الوظائف وفرص العمل في الآداب والعلوم الإنسانية كانت ضئيلة إلى حد ما قبل هذا المؤتمر. قدمت هذه الائحة لتوجيه المجتمع املاً في التغيير. هناك مشكلة أخرى في هذا الموضوع وهو أن النساء يواجهن صعوبة في الحصول على المنح الفنية، بينما الذكور يجدن النجاح في هذا المجال، إذا كان الرجال هم الوحيدون الذين يتلقون تمويلًا للمشاريع الفنية، فكيف ستتمكن النساء من إظهار موهبتهن وتعليمهن ليتمكنوا من فعل الشيء نفسه؟ عدم تقديم المنح الفنية لهم هو شئ ضار جداً لهم ويعوق اظهار الفنان، لذلك تم طرح هذه الائحة للمناقشة في المؤتمر.

### النساء يتعرضن للضرب
للأسف، كان العنف ضد المرأة موضوعًا شائعًا في المجتمع، وحصلت هذه الحقيقة على لائحة خاصة بها في المؤتمر للمناقشة بسبب انتشارها وأهميتها. وقد وضحوا أهمية وجوب وقف / تقليل حجم العنف الذي تتعرض له النساء قدر الإمكان، كان أحد الحلول التي خرجت من المؤتمر هي توفير الملاجئ  للنساء اللاتي تعرضن للعنف. وأُعلن أيضًا أن هذه البرامج يجب أن تُقدم بخيارات ثنائية اللغة وثقافة متعددة حتى تتمكن من مساعدة أكبر جزء من المجتمع والاستفادة منه.

### الأعمال
في وقت انعقاد هذا المؤتمر، كان «أقل من واحد في المئة» من الشركات مملوكة للنساء، هذه الاحصائية المحزنة كانت واحدة من الاسباب التي لفتت النظر لهذه القضية وجعلت لها لائحة في المؤتمر. وقد تقرر على ذلك منح رائدة الأعمال مكاناً في الحكومة وتقدم لهم نفس الفرص المتاحة للرجال. بالإضافة إلى ذلك، تم وضع الأمر التنفيذي 11625 المؤرخ 13 أكتوبر 1971، لحماية الأقليات والنساء اللاتي لديهن أعمال صغيرة، ولاقى الموضوع ترحيب وقبول في المؤتمر.

### إساءة معاملة الأطفال
قضية أخرى مهمة في المجتمع هي إساءة معاملة الأطفال، لم يكن هناك أي دعم لهؤلاء الضحايا، لذلك طرح المؤتمر موضوع رعايا الأطفال لإيجاد وسيلة مساعدة لهم. قرر المؤتمر أن الحكومة يجب أن تقدم الدعم والأموال والخدمات الوقائية للمساعدة في منع إساءة معاملة الأطفال ومساعدة المتضررين منه. كذلك، قرر أن تقدم الحكومة برامج متساوية لرعاية الطفل والنساء الأقليات، وتحسين المدارس وكذلك برامج الأبوة والأمومة. «يجب أن تكون برامج الرعاية منخفضة التكلفة وذات جودة عالية» لتكون فعالة وتقدم المساعدة لعدد أكبر.

### الائتمان
ناقشت هذه الائحة حق المرأة في المساواة في الائتمان واطلاعهم على حقوقهم المتعلقة بالائتمان. من اجل ضمان حصولهم على حقوقهم بغض النظر عن الجنس، لذلك قرر المؤتمر اقرار قانون تكافؤ الفرص الائتمانية. لذلك هي من المواضيع التي تم الموافقة عليها بالاجماع بسبب انتشارها في المجتمع.

### النساء ذوى الاحتياجات الخاصة
في هذه الفترة، لم يقدم المجتمع الكثير من الائتمان للأشخاص ذوى الاحتياجات الخاصة بالإضافة إلى عدم منحهم أي فرص المساواة. ناقش المؤتمر قرار تمكين النساء ذوى الاحتياجات الخاصة من التعليم، العمل، رعاية ذويهم، وحمايتهم من التمييز.

### التعليم
بسبب التمييز ضد تعليم المرأة، طرح المؤتمر قانون يناقش ذلك، ناقشت هذه الائحة نقص دور المرأة في التعليم والمناصب القيادية في المجتمع. ولكى تتمتع الشابات بأدوار أكثر الهاماً وافادة للأجيال القادمة، لذلك يجب ان يكون هناك قيادات نسائية أكثر في التعليم. لضمان تطبيق ذلك في المجتمع يجب تطبيق الائحة التاسعة.

### التعيين والأنتخاب
قبل المؤتمر كان يوجد نقص حقيقي في الادوار القيادية للنساء، وكانت المناصب الرفيعة للذكور والاجور المرتفعة مما جعل النساء دون رغبة لتحقيق المزيد في القوى العاملة. قرر المؤتمر السماح للنساء بتولي العديد من المناصب واتاحة الفرص امامهم للأرتقاء في العمل. ساعدت المناقشات في لفت انظار الناس إلى اهمية الارتقاء في العمل مما يجعل الأجيال القادمة في تنافس لتحقيق الارتقاء أكثر من الأجيال السابقة.

### العمل
توافقت كل من لائحتى العمل والتعيين حيث اكدوا على اهمية السماح للنساء لشغل مساحة أكبر في سوق العمل والحصول على اجور مرتفعة مع عدم التمييز والاهتمام بالأقليات.

### تعديل حقوق المساواة
نوقش التصديق على تعديل حقوق المساواة، على الرغم من ان هذا التعديل لم يتم التصديق عليه، ولكن نجح المؤتمر في الحصول على تمديد لمدة ثلاث سنوات من مجلس الشيوخ. هذه النقاشات اثبتت مدي نجاح هذا المؤتمر وتأثيره على المجتمع حتى اليوم.

### الصحة
يجب أن تتمتع جميع النساء بفرص متساوية للحصول على فوائد صحية. بالإضافة إلى ذلك، يجب توسيع إدارة الغذاء والدواء بحيث يكون الغذاء بشكل عام أكثر أمانًا للاستهلاك. جانب اخر من هذه الائحة اعتبره المؤتمر مهماً هو التكلفة المنخفضة لخدمات الصحة الأنجابية وآثار موانع الحمل لدى النساء.

### ربات المنازل
يجب ان يكون للنساء احقية متساوية في امتلاك العقارات مثل ازواجهن. إذا كانت مطلقة ولديها أطفال فيجب تلبيت احتياجات الأطفال اولاً. تمت مناقشة هذه الموضوعات في المؤتمر. وقد توصلوا إلى انه يجب  على ربات البيوت الوصول إلى الضمان الاجتماعي لأن وضعًا اقتصاديًا صعبًا قد ينشأ عن طلاق أو وفاة أحد الزوجين. لتفادي تحطيم الاسرة بعد وفاة أحد لزوجين.

### التأمين
لا ينبغي أن يكون هناك تمييز بين المرأة والرجل في التأمين، وينبغي توفير كل أنواع التأمين بالتساوي للنساء والرجال.

### الشؤون الدولية
يجب السماح للنساء بالمشاركة أكثر في الشؤون الدولية، بالاحص في لجنة الأمم المتحدة وعقد الأمم المتحدة، والتنمية الدولية، وحقوق الإنسان، والسلام، ونزع السلاح، والتعليم.

### الأعلام
يجب أن تكون جميع الوظائف في وسائل الإعلام قادرة على توظيف النساء، وينبغي توفير التدريب المناسب للنساء. بالإضافة إلى ذلك، ينبغي أن يكون لعدد أكبر من النساء أدوار قيادية في وظائف الإعلام. يجب على الوكالات الفيدرالية البحث في كيفية تأثير وسائل الإعلام على التمييز الجنسي.

### نساء الأقليات
شعر بعض الناس في المؤتمر أن احتياجات واهتمامات النساء ذات البشرة الداكنة لم تناقش أو تحل بدقة. على سبيل المثال، علقت: جين هيكي «لا أعتقد أن نساء الأنجلو قد سمعن بشكل مباشر أنواعًا من الإحباط من النساء الاميركيات من المكسيك أو أمريكا البورتوريكية، اللاتينيات، من قبل». ناقش المؤتمر كيفية احترام جميع نساء الأقليات ومعاملتهن على قدم المساواة، وينبغي على الحكومة أن تمنحهن حقوقاً متساوية في العمل والتعليم. وناقش الوؤتمر أيضا كيف ينبغي قبول جميع ثقافات الأقليات في الولايات المتحدة.

### المجرمين
يجب ألا يكون هناك تمييز مع النساء في المرافق، ويجب تحسين الخدمات الصحية، وينبغي أن تكون الحماية من الاعتداء الجنسي أكثر وضوحاً. يجب أن يكون الأطفال رعاية خاصة إذا كانت والدتهم في السجن لانها لن تكون قادرة على رعايتهم بشكل كافٍ بسبب وضعها، لذلك يجب أن يكون برنامج الرعاية البديلة مفتوحًا للأطفال الذين تنطبق عليهم هذه الظروف.

### كبار السن من النساء
يجب توفير جميع الخدمات الصحية والاجتماعية للنساء المسنات حتى يتمكنن من «العيش بكرامة».  تتيح هذه الخدمات للسكان الأكبر سناً العيش بشكل مريح بعد التقاعد ولا داعي للقلق بشأن نفاد الأموال في سن الشيخوخة.

### الاغتصاب
يجب على الحكومة مراجعة قوانينها المتعلقة بالاغتصاب حيث «تطبيق العقوبات على مدي الإكراه والاعتداء من كلا الجنسين أو عليهما، وتشمل جميع أنواع الاعتداء الجنسي».   إن إنشاء مراكز للاغتصاب لمساعدة الضحايا وتقديم تعويض للضحايا سيجعله في متناول أولئك الذين تعرضوا للاغتصاب للحصول على المساعدة. لتسهيل الأمر على النساء المتزوجات اللاتي يحاولن رفع دعوى اغتصاب ضد ازواجهن. كما يجب توسيع نطاق تعريف الاغتصاب ليشمل الاغتصاب الزوجي. بالإضافة إلى ذلك، يجب على الحكومة توفير برامج للمدارس للمساعدة في منع الاغتصاب ومحاولة منع هذه المشكلة من الانتشار في الأجيال القادمة.

### الحرية الإنجابية
ناقش المؤتمر أنه يجب أن تتمتع المرأة بحرية إنجابية وأن تكون قادرة على الحصول على تسهيلات خاصة تتعلق بالحرية الإنجابية. يجب أن يكون التثقيف الجنسي في المدارس لتوعية المراهقين بالأمراض المنقولة جنسيا وتقلل حالات الحمل غير المخطط لها في سن المراهقة. قررالمؤتمر تشجيع ودعم تنظيم الأسرة.

### المرأة الريفية
يجب أن تتمتع المرأة الريفية بنفس الحقوق التي يتمتع بها الرجل الريفي، وكذلك وضع سياسة تعليمية ريفية.
تمحور المؤتمر حول القضاء على التمييز ضد المرأة في معظم النقاشات والوائح.

### التوجه الجنسي
تمحور النقاش حول هذه الائحة حول كيف يجب ألا يكون هناك تمييز على الميول الجنسية للمرأة تمت مناقشة هذا الموضوع بشدة في المؤتمر قبل إقراره؛ لم يسبق الحديث عن هذا الموضوع في هذا الحدث الكبير.

### إحصائيات
يجب على الحكومة جمع البيانات على أساس الجنس في مكان العمل، وتأثيرها على الوظائف، وتأثيرها على النساء في مكان العمل بحيث يمكن دراسة المعلومات المكتسبة وتحسينها لمساعدة الأجيال المقبلة من النساء.

### الرفاهية
يجب على الحكومات الفيدرالية وحكومات الولايات التركيز على الرفاهية والفقر كقضايا رئيسية للنساء، تحسين أنظمة الضمان الاجتماعي والتقاعد، ورفع الحد الأدنى للأجور، وتوفير رعاية الطفل والتركيز على الرعاية الاجتماعية والفقر كقضايا رئيسية للنساء.

### اللجنة المستمرة للمؤتمر
تطلب إنشاء لجنة لتجميع مؤتمر ثانٍ بحيث يستمر التقدم نحو تحقيق المساواة للمرأة في النمو.

### إصلاح التعليم
على الرغم من أن حقوق المساواة كانت خطوة كبيرة نحو المطالبة بالإصلاحات التي دعت إليها خطة العمل الوطنية، إلا أن الولايات فشلت في النهاية في التصديق عليها، وبالتالي لم تدخل حيز التنفيذ. ومع ذلك احدث هذا النشاط آثر كبير في العديد من جوانب المجتمع التي سعت خطة العمل الوطنية إلى تغييرها أحد هذه الجوانب هو التعليم. تنسب معظم هذه الجهود إلى بيتي فريدان واصبحت الإصلاحات في السياسة التعليمية بارزة بشكل ملحوظ.
ومن بين أبرز منظمي إصلاح التعليم من النساء الحاضرات في المؤتمر:
باتريشيا ألبيرج جراهام، ممثلة المعهد الوطني للتعليم ، التي دعت إلى مساءلة الحكومة الفيدرالية عن الجهود التي تقلل من عدم المساواة في الفرص التعليمية.
إيلين شاناهان، مساعد وزير الشؤون العامة في إدارة الصحة والتعليم والرفاهية خلال إدارة كارتر ، الذي دعا إلى التركيز على الطرق التي يتم بها تخصيص الأموال للبرامج الحكومية في التعليم.
بيث أبرامويتز، مساعد مدير فريق سياسات المجلس المحلي أثناء إدارة كارتر، الذي اقترح زيادة في الأموال المخصصة للنساء العاملات في التعليم العالي والأوساط الأكاديمية.
ماري ف. بيري، مساعدة وزيرة التعليم، التي أكدت على إمكانات الجهود المبذولة في الآونة الأخيرة لزيادة الفرص التعليمية ومساعدة النساء على مواصلة التعليم العالي.

## التنظيم حول الهويات
فيما يتعلق بالحقوق التي سبق ذكرها لذوى الاحتياجات الخاصة من النساء والأقليات وكبار السن، تضمنت خطة العمل الوطنية لوائح منفصلة مخصصة على وجه التحديد للعديد من مجموعات النساء القائمة على الهوية كان المقصود من هذه الوائح المنفصلة إنشاء مساحة يمكن فيها للنساء اللاتي يعانين مع تمييزات مثل «نساء الأقليات» و «النساء الريفيات» و «النساء الأكبر سناً» أن يعالجن المخاوف المتعلقة بشكل فريد بهذه الهويات.
سعت مئات النساء إلى سماع أصواتهن وإدراجهن في الوثيقة. ماكسين ووترز، هي امرأة من ذات البشرة السمراء عملت بلا توقف لإصدار قرار «نساء الأقليات»، ووصفت ووترز هذه الحظات من الانتصار بـ«انضمام جميع النساء إلى الغناء وهم يبكون ويعانقون بعضهم البعض» لقد كانت لحظة كبيرة بالنسبة لي لأنني قد فرغت من القرار الذي قضيناه ثلاثة أيام في صياغته. كما أوضح ووترز أهمية إدراج وجهات نظر نساء الأقليات في جميع الوائح مع ضمان عدم تحوله إلى قسم داخل «نساء الاقليات». وكتبت ايضاً عن من منظور السود حول جميع القضايا النسائية في الخطة الوطنية. على سبيل المثال: النساء الاتى يتعرضن للضرب في مجتمع البشرة السوداء بسبب مايصيب الرجال من احباط بسبب تمكن نساء هذا المجتمع من الحصول على وظائف بينما لم يستطع الرجال.غالبًا ما يتم توظيف النساء في إطار خطط العمل الإيجابي لأنهم يستوفون معيارين: 1) كنساء، و 2) كسود. احباط الرجال في البحث عن عمل بالضافة إلى التنشة الجنسية تجعلهم يضرباً زوجاتهم. تقول ووترز أيضا في صغري كنت اري العديد من النساء يُضرباً في الشوارع. ساهمت الطبيعة المتنوعة للنساء اللاتي حضرن المؤتمر في العديد من المناقشات بين الأفراد وبين مجموعات النساء المختلفة. كان على المرأة أن تنظم وتناقش عبر الهوية من أجل الوصول إلى حلول.
في كتاب «أخوات عام 77»، علقت جين هيكي: «لا أعتقد أن نساء الأنجلو قد سمعن مباشرة... تلك الأنواع من الإحباطات من النساء الأخريات اميركيات مكسيكيات أو أمريكيات بورتوريكيات أو اللاتينيات من قبل». كانت المناقشات التي تدور حول ترحيل أمهات الأطفال المولودين في الولايات المتحدة وحقوق العمال المهاجرين ذات أهمية كبيرة بالنسبة للحاضرين في لاتينا. فيرا براون ستار هي عضوة في «يافاباي أباتشي نيشن»، و«لورين وايت». كيشان - بويبلو هي امرأة من محمية فورت يوما الهندية شعروا بالامتنان بشكل خاص لأن قرار رفض التمييز تضمن لغة تتعلق بنقل أطفال الأمريكيين الأصليين من منازلهم وقبائلهم.
طرحت نساء من مجتمعات أمريكية آسيوية قضايا تتعلق باستغلال العمل في صناعة ممارسات التمييزية تجاه زوجات الجنود الأمريكيين.
وهكذا ساعد المؤتمر العديد من النساء على تحقيق رؤية أوسع متعددة الجوانب لعرض قضايا المرأة.
أوضحت ماكسين ووترز تجربتها مع هذا: «أحاول أن أشرح للنساء البيض أسباب عدم قدرة النساء السود على دعم بعض القضايا النسوية»، على سبيل المثال، في كاليفورنيا، لدينا فاتورة للتوليد، كانت القابلات شائعة جدًا في تاريخ المجتمع الأسود. ولأنهم كانوا فقراء للغاية بحيث لم يتمكنوا من الذهاب إلى المستشفى، فقد وُلدت العديد من النساء السود في المنزل بواسطة القابلات. لذلك عان العديد من الأمهات الجدد من أنسجة ممزقة مندوبة ... النساء السود فقط لا يفهمن النساء البيض اللائي يقولون إنهن لا يرغبن في الذهاب إلى المستشفيات المعقمة لإنجاب أطفالهن. أكدت هذه الاختلافات على أهمية طرح وجهات نظر متعددة في كل الوائح كما هو مذكور في بداية لائحة «نساء الأقليات»: كل توصية من خطة العمل الوطنية يجب فهمها وتطبيقها على قدم المساواة وبشكل كامل على نساء الأقليات.
يوضح كيمبرل كرينشو ضرورة اتباع نهج متعددة الجوانب لمعالجة قضايا المرأة" حيث تتلاقى الانظمة العرقية، والجنس، والهيمنة الطبقية كما يفعلوا في تجارب النساء اللائي يتعرضن للضرب ، استراتيجيات التدخل القائمة فقط على تجارب نساء لسن من نفس الفئة أو الخلفية العرقية ستكون ذات مساعدة محدودة للنساء اللاتي تواجهن عقبات مختلفة بسبب العرق والفئة.

## زوجات الرؤساء في المؤتمر
حضر المؤتمر كل من السيدة الأولى السابقة ليدي بيرد جونسون وبيتي فورد، بالإضافة إلى روزالين كارتر، زوجة الرئيس جيمي كارتر. لم تكن هؤلاء السيدات الشخصيات السياسية الوحيدة الحاضرة، ولكن وضعهن وعلاقاتهم المباشرة مع الرئيس جعل وجودهن مهمًا. أصبح منصب السيدة الأولى، الذي كان في الأصل مضيفًا جيدًا لضيوف الرئيس أكثر اختلاط بالسياسة لأن النساء بدأن يحصلن على المزيد من الحقوق والمزيد من الوصول إلى السلطة. مارثا واشنطن، التي يعتبرها الكثيرون السيدة الأولى، وغالبًا ما يشار إليها باسم السيدة واشنطن بسبب مكانتها الاجتماعية وكانت معروفة بكونها مضيفة رائعة لضيوف البيت الأبيض. كانت دوللي ماديسون، زوجة الرئيس السابق جيمس ماديسون، أول امرأة في هذا المنصب تستخدم سلطتها السياسية من أجل التغيير، وبالتالي أصبحت أساسًا اليوم الحديث عن السيدة الأولى. انضم العديد من زوجات الرؤساء في أواخر القرن التاسع عشر إلى الحركات السياسية المختلفة مثل الاعتدال والحرب ، لكن فئة قليلة كانت معروفة بمشاركتها السياسية النشطة.
حتى عام 1932، عندما تم انتخاب فرانكلين ديلانو روزفلت في منصبه ، لم يكن فكرة السيدة الأولى النشطة سياسيا بدأت تتشكل. إليانور روزفلت، زوجة روزفلت، أصبحت شخصية مهمة منذ وقت الكساد العظيم والحرب العالمية الثانية بسبب تفانيها لبلادها واهتمامها بالقضايا الاجتماعية والسياسية. على الرغم من وجود العديد من زوجات الرؤساء الذين دعموا البلاد بنشاط. الا إن أياً منهم لم يفعل ذلك بشغف والتزام السيدة روزفلت، التي غالباً ما تظهر على الراديو وفي المؤتمرات الصحفية  بسلوك ودي ومريح. يُنظر إلى روزفلت كرمز نسائى حتى يومنا هذا بسبب استخدامها للسلطة السياسية لإحداث التغيير.
بعد تولي الرئيس ليندون جونسون منصبه، بدأت زوجته ليدي بيرد في التركيز على القضايا الاجتماعية في ذلك الوقت بدلاً من النظرالى الوضع الاجتماعي أو ان تكون ربة منزل مثالية. كانت جونسون جزءً رئيسيًا في الحياة السياسية لزوجها، حيث عملت كمستشارة وعلى تقديم نفسها بأفضل طريقة ممكنة.
أثناء وجودها في البيت الأبيض، سعت جونسون إلى ربط نفوذها السياسي بالأدوار والمسؤوليات التقليدية لمكانة السيدة الأولى. أثناء تنصيب الرئيس جونسون للمرة الثانية أصبحت هي أول زوجة تحمل الكتاب المقدس بينما يقسم زوجها اليمين الدستورية. خلال الفترة التي كانت فيها في منصب السيدة الأولى، ركزت على تجميل المناطق الطبيعية التي تستمد جمالها من قلب الطبيعة مدى الحياة.
تولت بيتي فورد منصب السيدة الأولى في عام 1974 عقب استقالة الرئيس ريتشارد نيكسون، وقضت باقي فترة ولايتها في المطالبة بحقوق أكبر للمرأة. كانت تدافع عن تعديل حقوق المساواة وكانت تشن العديد من الحملات من أجل ذلك كلما سمح جدولها. خلال إدارة فورد بدأت فكرة عقد مؤتمر نسائي، ويعتقد الكثيرون أن بيتي فورد كانت مسؤولة إلى حد كبير عن هذا. لقد كانت هي الصوت الرئيسي الذي دفع زميلاتها من زوجات الرؤساء لحضور المؤتمر، واستمرت في استخدام سلطتها السياسية للدفاع عن حقوق المرأة بعد المؤتمر.
كانت روزالين كارتر، هي السيدة الأولى عندما انعُقد المؤتمر، وكانت مؤيدة قوية للحركة النسائية وتعديل حقوق المساواة، كانت أول سيدة تستخدم المكتب في الجناح الشرقي، وكانت مدافعة معروفة عن العديد من القضايا الاجتماعية مثل الصحة العقلية والخدمات لكبار السن. حضرت المؤتمر مع جونسون وفورد ، قائلة إن فورد كان القوة الرئيسية في الجمع بينهما، ألقت السيدة الأولى جميع الخطب خلال حفل الافتتاح.

## القضايا المثيرة للجدل

### الحرية الإنجابية
كانت الائحة 21 من خطة العمل الوطنية تحت عنوان «الحرية الإنجابية». في هذه الائحة، ذكرت النساء في المؤتمر الوطني للمرأة دعمهن الكامل للحرية الإنجابية للمرأة وشجعت جميع مستويات الحكومة على الامتثال لقرارات المحكمة العليا مثل رو فى. واد. شملت الآئحة أيضًا دعم الإجهاض والرعاية المتعلقة بالحمل لجميع النساء بالإضافة إلى تشجيع المنظمات على تحميل الحكومة مسؤولية الحفاظ على هذه المبادئ. كما دعا المندوبون إلى اشتراط الموافقة على جميع إجراءات التعقيم المصاحبة لوزارة الصحة والتعليم والرعاية الاجتماعية في أبريل 1974. وأصروا مرارًا وتكرارًا على اسناد المسؤولية على جميع مستويات الحكومة، وعلى تطوير برامج التثقيف الجنسي، وبرامج  لآباء المراهقين في جميع المدارس.
تضمنت صياغة المندوبين للحرية الإنجابية للمرأة مجموعة متنوعة من قضايا الحقوق الإنجابية وتنظيم الأسرة التي تواجه المرأة في وقت قريب من المؤتمر في عام 1977. وكان الهدف من لائحة الحرية الإنجابية هو ضمان تمتع كل امرأة بالحق الأساسي في الوصول إلى الوسائل المتاحة للسيطرة على تكاثرها.
قبل تقنين عمليات الإجهاض، لم تكن النساء الفقيرات في كثير من الأحيان والنساء ذات البشرة الداكنة، قادرين على الحصول على عمليات إجهاض آمنة وغالبا ما يلجأن إلى الإجهاض الذاتي. أدت عمليات الإجهاض غير آمنة هذه في كثير من الأحيان إلى مضاعفات وفي بعض الأحيان الموت. في عام 1972، تم الإبلاغ عن 88 حالة وفاة مرتبطة بالإجهاض، وحوالي 63 حالة وفاة مرتبطة بالإجهاض غير القانوني.
أحد القرارات التاريخية التي أثرت على حركة الحرية الإنجابية رو فى. واد. حيث رأت المحكمة العليا أن الحق الدستوري في الخصوصية يشمل حق المرأة في إنهاء حملها وأكدت حق المرأة في اختيار الإجهاض.
بين قرار المحكمة العليا في عام 1973 والمؤتمر الوطني للمرأة في عام 1977، زاد عدد حالات الإجهاض الآمن والقانوني بشكل ملحوظ من 744600 إلى 1,270,000 ؛ ومع ذلك، في عام 1977، لم تتمكن حوالي 560.000 امرأة من الحصول على خدمات الإجهاض التي يحتاجن إليها.
لا تزال النساء يواجهن العديد من العقبات في الحصول على خدمات الإجهاض. في عام 1976، كان على حوالي 458000 امرأة كانت قادرة على الحصول على الخدمات السفر خارج مقاطعاتها للقيام بذلك، و 118000 كان عليها السفر إلى ولايات مختلفة.
على الرغم من أن أحد أهداف الائحة هو توفيرعمليات إجهاض آمنة وقانونية إلا انها تضمنت مجموعة واسعة من المفاهيم التي اعترف المندوبون أيضًا بأنها ضرورية للحرية الإنجابية كما أكدت الائحة على معارضة التعقيم غير الألزامى وأيدت أن موافقة الزوج لا ينبغي أن تكون شرطا لإجراءات التعقيم.
كانت إساءة استخدام التعقيم قضية جذبت الانتباه في سبعينيات القرن الماضي 1970ونادى نشطاء الحركة النسائية لإدماج المفهوم في كفاحهم.
كما قدمت الائحة الحادي والعشرين الحاجة إلى خدمات تنظيم الأسرة وبرامج التثقيف الجنسي في المدارس.
تقول الائحة«يجب أن تتخذ هيئات الإدارة الاتحادية والمحلية اى خطوات ضرورية لإزالة الحواجز القائمة أمام خدمات تنظيم الأسرة لجميع المراهقين الذين يطلبونها».
في نهاية المطاف، دعا المندوبون إلى حرية جميع النساء والفتيات في أن يكونوا على علم ومراقبة إنجابهم.
اليوم ، لا تزال التحديات المحيطة بالحرية الإنجابية تُعالج ، وما زالت النساء تقاتل من أجل الحصول على الحرية الإنجابية التي دعوا إليها في عام1977. تمحور الكثير من هذه التحديات حول مناقشات الإجهاض التي تنطوي على توفير الرعاية الصحية المخطط لها. أصبحت المناقشات نقطة محورية في المجال السياسي والقانوني، حيث ناقش أعضاء الكونغرس التمويل الحكومي المخصص للمنظمة. يجادل مؤيدو الحرية الإنجابية والأبوة المخطط لها بأن إضعاف المنظمة، التي توفر مجموعة متنوعة من خدمات الرعاية الصحية للنساء والرجال والشباب، بما في ذلك الإجهاض الآمن والقانوني، سيؤثر بشكل ضار على الرعاية الوقائية والإنجابية.

### الائحة "8" التحليل النسائي الليبرالي
يمكن تحليل جميع مطالب الائحة 8 من خلال نهج نسائي ليبرالي. اهتمامات الحركة النسائية بالتعليم تتركز على إعادة تخصيص الأموال الحكومية. قرر مندوبو المؤتمر أن الطرق التي يتم بها صرف الأموال في فرص التعليم للنساء في الأوساط الأكاديمية ليست كافية.
وردت هذا الشعر أدريان ريتش في الصورة المطالبة والتعليم ، حيث كتبت تقول
إن إحدى نقاط الضعف المدمرة في التعليم الجامعي ، وتخزين المعرفة والرأي الذي تم توزيعه من خلال التدريب الأكاديمي ، كان محوها شبه الكامل لتجربة المرأة وفكرها من المناهج الدراسية، استبعاد النساء كأعضاء من المجتمع الأكاديمي.
تستند النظرية النسائية الليبرالية إلى الإيمان الراسخ بالتعليم. قول دونوفان أن التعليم هو أداة حتمية يجب أن تكون متاحة للمرأة حتى تتمكن من التأثير على المجتمع، دون الوصول إليها، تواصل المجتكع الأبوي جعل المرأة «ميتة مدنيًا». في طلب توسيع الفرص التعليمية لتشمل النساء، كان المشاركون في مؤتمر 1977 متفقين مع فكر ولستونكرافت. أكدت ولستونكرافت أنه فقط من خلال التعليم المناسب ستكون المرأة قادرة على تحرير نفسها من الاضطهاد الأبوي. أكد مندوبو 1977 الحقوق التي شعروا أنها مكفولة لهم كمواطنين في الولايات المتحدة.